# Musée du manga Ishinomori
Le musée du manga Ishinomori (石ノ森萬画館, Ishinomori mangakan) aussi connu sous le nom Ishinomaki Mangattan Museum est consacré à l’œuvre manga de Shotaro Ishinomori. Il se trouve sur la baie en face de l'Océan Pacifique et Tashiro-jima de la ville de Ishinomaki, préfecture de Miyagi au Japon. Il ne doit pas être confondu avec le musée mémorial Ishinomori. Le musée est inauguré en 2001.
Après le séisme de 2011 de la côte Pacifique du Tōhoku, bien que toujours en place, le musée Ishinomori est fermé pour réparations avant d'être rouvert le 17 novembre 2012.